# Popović (Sopot)
Pour les articles homonymes, voir Popović.

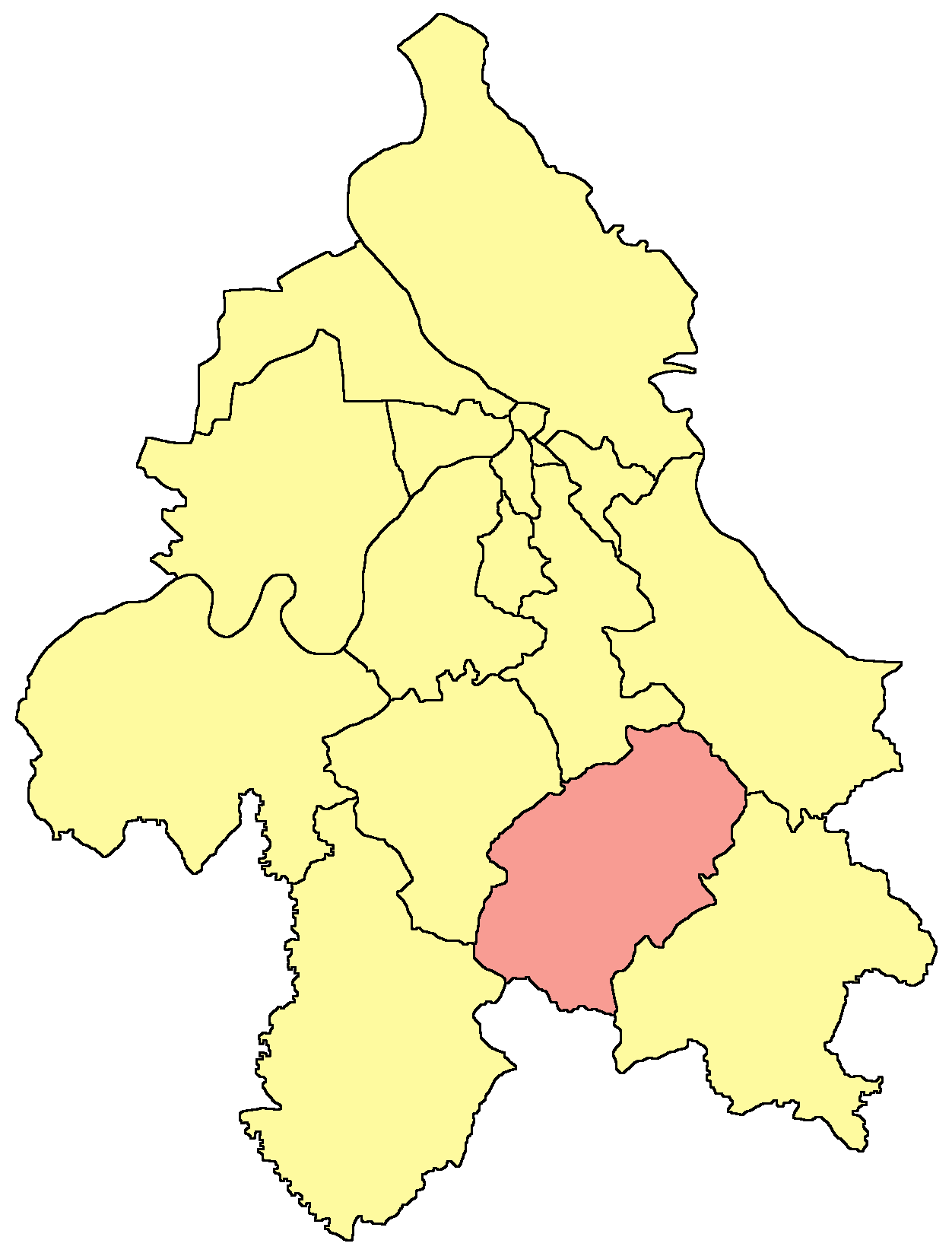
Localisation de la municipalité de Sopot dans la Ville de Belgrade

Popović (en serbe cyrillique : Поповић) est une localité de Serbie située dans la municipalité de Sopot et sur le territoire de la Ville de Belgrade. Au recensement de 2011, elle comptait 1 685 habitants.
Popović, officiellement classé parmi les villages de Serbie, est situé sur les bords de la Ralja.

## Démographie

### Évolution historique de la population
| 1948  | 1953  | 1961  | 1971  | 1981  | 1991  | 2002  | 2011  |
| ----- | ----- | ----- | ----- | ----- | ----- | ----- | ----- |
| 1 823 | 1 622 | 1 648 | 1 442 | 1 440 | 1 492 | 1 545 | 1 685 |

|  |